# Wellington Museum
Il Wellington Museum è un museo d'arte e di manufatti che si trova in Apsley House (Hyde Park Corner) a Londra. Il museo espone opere di vari artisti tra cui Antonio Canova, Jan Steen, Diego Velázquez e Rubens.

## La sede
La collezione è ospitata nella casa londinese del grande eroe britannico Sir Arthur Wellesley, Duca di Wellington, costruita tra il 1771 ed il 1778 dall'architetto Robert Adam per il barone Apsley. Cinquant'anni dopo fu ampliata e modificata dagli architetti Benjamin e Philip Wyatt, per adattarla a residenza del rango del duca di Wellington, vincitore di Napoleone a Waterloo (1815), a cui l'edificio fu donato dalla nazione. All'edificio è stato dato il soprannome popolare di Number One, London (No. 1 London), dato che era il primo ad essere incrociato da chi proveniva dalla campagna verso Londra dopo il casello a Knightsbridge.

## La storia
Il museo divenne tale nel 1852, anno della morte di Wellington; dal 1947 l'intera collezione è di proprietà del Regno Unito.
Oltre alla collezione di opere pittoriche e scultoree di appartenenza del duca, il museo espone una serie di manufatti appartenuti a Wellington, tra i quali figurano la sua maschera mortuaria, le argenterie, le ceramiche e le numerose medaglie ed onorificenze guadagnate in vita.

## Le opere maggiori
Correggio
- Orazione nell'orto, 1524 circa

Jan Steen
- Visita del medico, 1661-1662